# 栗原裕 (英文学者)
栗原裕（くりはら ゆたか、1940年 - ）は、日本の英文学者、大妻女子大学名誉教授。

## 略歴
群馬県渋川市出身。1969年東京教育大学大学院文学研究科博士課程単位取得満期退学。國學院大學講師、共立女子大学助教授、教授、95年大妻女子大学教授、副学長、2011年定年退任、名誉教授。国文学者の栗原敦は弟。
2019年秋、瑞宝小綬章受章。

## 著書
- 『物語の遠近法』有精堂出版、1988
- 『英語文学論』開拓社、2011
- 『「の」の文化ほか』開拓社、2011

編纂
- 外山滋比古『ものの見方 思考の実技』編 PHP研究所、2010

## 翻訳
- スタンレー・ハイマン『批評の方法 12 ケネス・バークの方法』赤祖父哲二共訳 大修館書店、1974
- ヴァーノン・リー『ことばの美学』荒木正純共訳 大修館書店、1975
- ピーター・H.マン『本の本 イギリス出版事情』河本仲聖共訳 研究社出版、1987
- マーシャル・マクルーハン『メディア論 人間の拡張の諸相』河本仲聖共訳 みすず書房、1987
- アーネスト・ジョーンズ『ハムレットとオイディプス』大修館書店、1988
- ラマーン・セルデン『現代文学理論 ガイドブック』大修館書店、1989

## 参考
- 「の」の文化ほか / 栗原 裕【著】 - 紀伊國屋書店